# スコットのトリック
集合論において、スコットのトリック(英: Scott's trick)とは真クラス上の同値関係についての同値類の定義を、累積的階層のレベルを参照することによって与える方法である。
この方法は選択公理でなく正則性公理に依存している。選択公理を仮定しないZFにおいて順序数の代表元を定義するのに用いることができる。この方法は Dana Scott (1955) によって導入された。
順序数の代表元を集合として定義する問題を超えて、スコットのトリックは基数の代表元を得たり、もっと一般的な同型類にも用いることができる。例えば、全順序集合の順序型はその一例である。また、スコットのトリックはモデル理論において真クラスの超冪を作るときに（選択公理を仮定したとしても）必要であると信じられている。

## 濃度への応用
スコットのトリックの典型的な使われ方は、濃度に対する使用例に見られる。
濃度の元々の定義は集合の同値類で、間に全単射が存在しているものを同値と見なすものである。この定義の問題点は、ほぼ全ての同値類が真クラスになってしまい、集合のみを扱うZFなどの理論では直接扱うことができないものになってしまうことである。集合論の文脈においては同値類の代表元である集合が存在することが望ましいことが多く、これらの集合は定義によって基数"である"と見なされる。
ZFCにおいて、濃度の代表元として基数を割り当てる1つの方法としては、同じ濃度を持つ順序数のうち最小のものを基数とするものがある。これらの特別な順序数はいわゆるアレフ数である。しかし選択公理を仮定しないZFの場合、濃度によっては最小の順序数が見つかるとは限らず、それらの集合の濃度は代表元としての基数になる順序数を持てない。
一方、スコットのトリックでは異なる方法で代表元を割り当てる。任意の集合 {\displaystyle A} に対してそれと等濃度の集合全体を考えた時に累積的階層の最小の階数 {\displaystyle V_{\alpha }} が存在することを利用する。この定義は全ての集合が整列可能である（この仮定は選択公理と同値）という状況でないときでも、全ての濃度に代表元を定めることができる。これに選択公理は不要だが、正則性公理は不可欠である。ただし、この定義において用いた最小の階数が同じになったからといってそれらの集合の全てが同じ濃度を持つわけではなく、また選択公理による定義のもとでは可能であった、任意の集合間の濃度の比較ができるわけでもないことには注意しなければならない。

## 一般的なスコットのトリック
{\displaystyle \sim } を同値関係とする。{\displaystyle a} を集合とし、{\displaystyle [a]} はその {\displaystyle \sim } についての同値類とする。{\displaystyle V\cap [a]} が空でないとき、 {\displaystyle [a]} が真クラスであっても、{\displaystyle [a]}の代わりになる集合が定義できる。具体的には、{\displaystyle V_{\alpha }\cap [a]}が空でなくなる最小の順序数 {\displaystyle \alpha } が存在し、この共通部分は集合なので、これを元々の同値類 {\displaystyle [a]} の代わりの代表元の集合と見なす。この構成に正則性は用いていない。
正則性公理は任意の集合 {\displaystyle a} がフォン・ノイマン累積的階層の中に現れることと同値である。つまり特に、正則性公理のもとでは {\displaystyle V\cap [a]} は空にはならない、というのも {\displaystyle a\in V\cap [a]} であるからである。つまり、正則性公理が与えられているとき、いかなる同値関係の同値類にも、代表元の集合が得られる。